# Ostdeutsche Studiengruppe für Hämatologie und Onkologie
Ostdeutsche Studiengruppe für Hämatologie und Onkologie (OSHO) ist eine wissenschaftliche Vereinigung, die die Konzeption und Durchführung klinischer Studien koordiniert. Sie ging aus der Sektion Hämatologie der früheren Gesellschaft für Hämatologie und Bluttransfusion der DDR hervor.
Im November 1998 erfolgte die Konstituierung als eingetragener Verein. Die OSHO bearbeitet verschiedene regional orientierte Studienprojekte aus dem Bereich der Hämatologie und Onkologie. Einen Schwerpunkt bilden die malignen Lymphomeder.

## Studien (Auswahl)
Die Vereinigung hat über 100 klinische Studien durchgeführt. 
Eine dieser Studien bestätigte, dass die Kombination von Chemotherapie und Anwendung des Antikörpers Rituximab bei Patienten mit fortgeschrittenem follikulärem Lymphom sehr wirksam und auch gut verträglich ist.